# Alternanthera ingramiana
Espèce
Classification APG III (2009)
Alternanthera ingramiana est une espèce de plantes herbacées de la famille des Chenopodiaceae, ou des Amaranthaceae, selon la classification envisagée.